# Brasserie Angerik
La Brasserie Angerik (en néerlandais : Brouwerij Angerik) est une micro-brasserie belge située dans la ville de Dilbeek, dans la province du Brabant flamand. Elle produit des ales, des bières lambic et une pils.

## Histoire
La Brasserie Angerik est fondée en 1997 à Zellik près de Bruxelles par les deux beaux-frères Erik De Cuyper et Angelo Buyse. Il s'agit plutôt d'un passe-temps qui a pris de l'ampleur qu'une vraie entreprise. Le nom Angerik est une contraction de leurs deux prénoms : Angelo & Erik. Ils baptisent leurs bières « Boerke », ce qui signifie paysan en néerlandais. En 2002, la brasserie déménage à Dilbeek, avec Erik comme seul brasseur. Il transforme son ancien atelier de réparation automobile en micro-brasserie. En 2010, la production est réduit au minimum parce qu'il n'est plus possible pour lui de combiner la brasserie avec son emploi principal. Il ne produit plus que quelques brassages par an.
Fin 2015, Brouwerij Angerik a pris un nouveau départ lorsque Sam De Cuyper, le fils d'Erik, a repris l'entreprise. La « Boerke » est rebaptisée « Dilleke », en référence à Dilbeek, où la bière est brassée. En 2017, lors des World Beer Awards, la brasserie a remporté une médaille d'or dans la catégorie pale ale avec Dilleke, dont la production mensuelle s'élevait cette année-là à environ 2 000 litres. Un pub a également vu le jour sur le site, qui n'est ouvert que le samedi après-midi.
Depuis 2021, Sam brasse également des bières lambics en quantités limitées sous le nom de « Cuvée Kluysbosch », en référence à la forêt située à proximité de la brasserie. Lors des Beer Awards 2023, son lambic-cidre remporte une médaille d'or dans la catégorie des bières fruitées.
Une pilsner appelée « Jaak » est ajoutée à leur assortiment de bières en 2024.

## Bières
- Dilleke, pale ale
- Indian Summer, India Pale Ale
- Hello Darkness, oatmeal stout
- Lady in Red, une bière fruitée de griottes
- Jaak, pils

### Cuvée Kluysbosch
- Lambiek en caisse-outre (3L)
- Lambiek Islay Whisky Barrel Aged
- Saison Apricot Brandy Barrel Aged
- Lambiek - Cider (fr: cidre)
- Lambiek - Framboos (fr: framboise)
- Lambiek - Vijgen (fr: figues)

## Galerie de photos

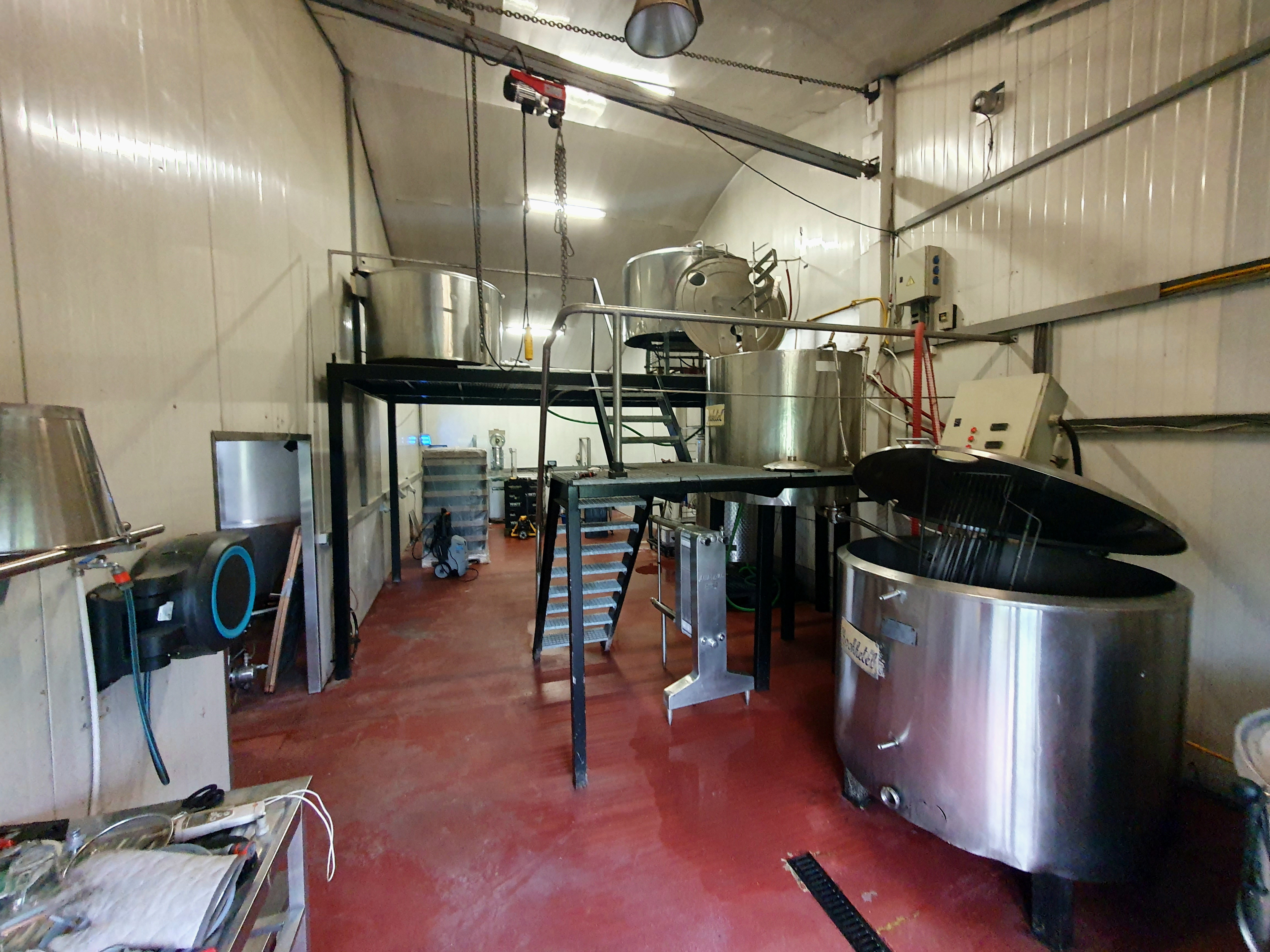
Installation de la brasserie
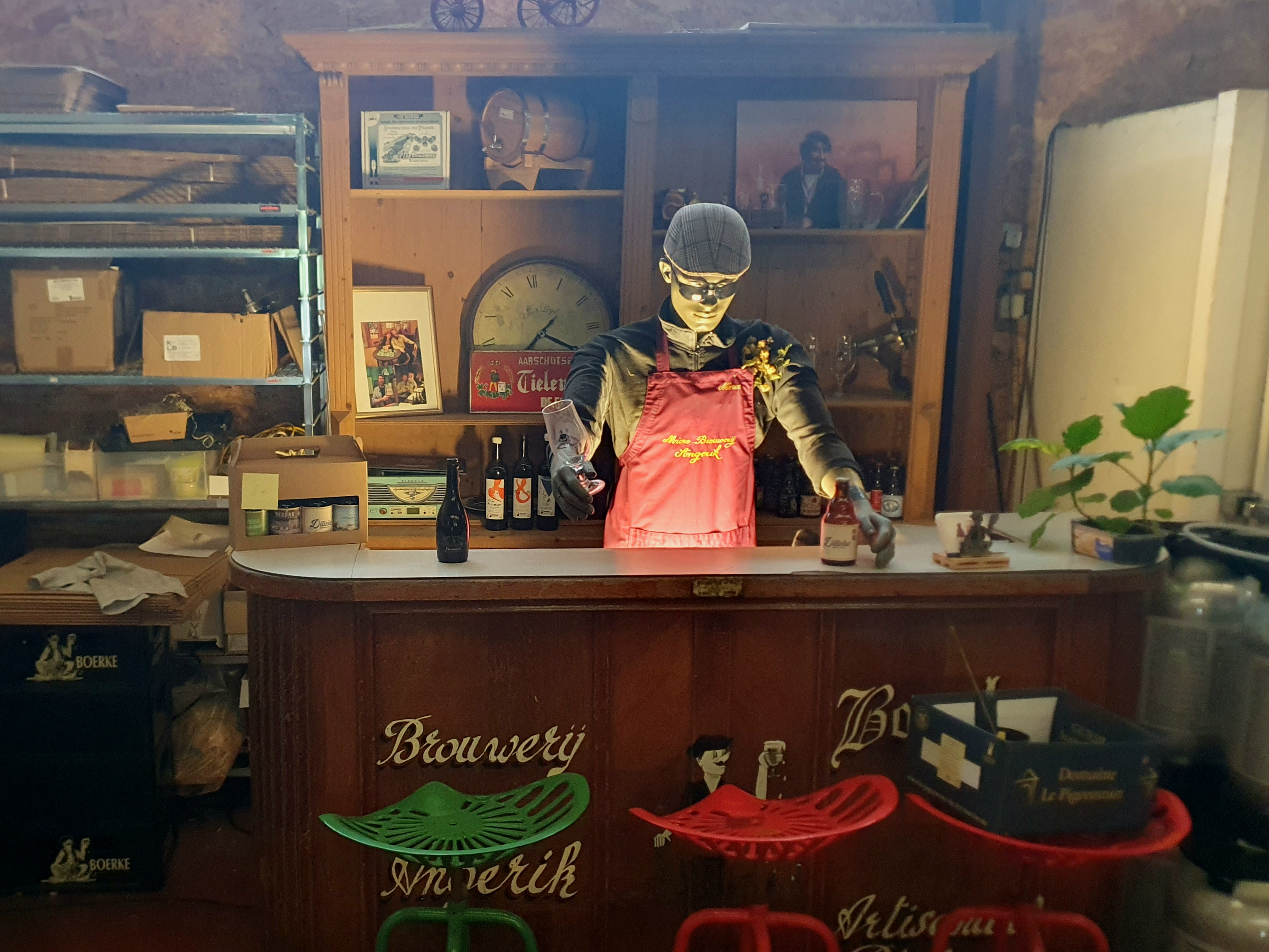
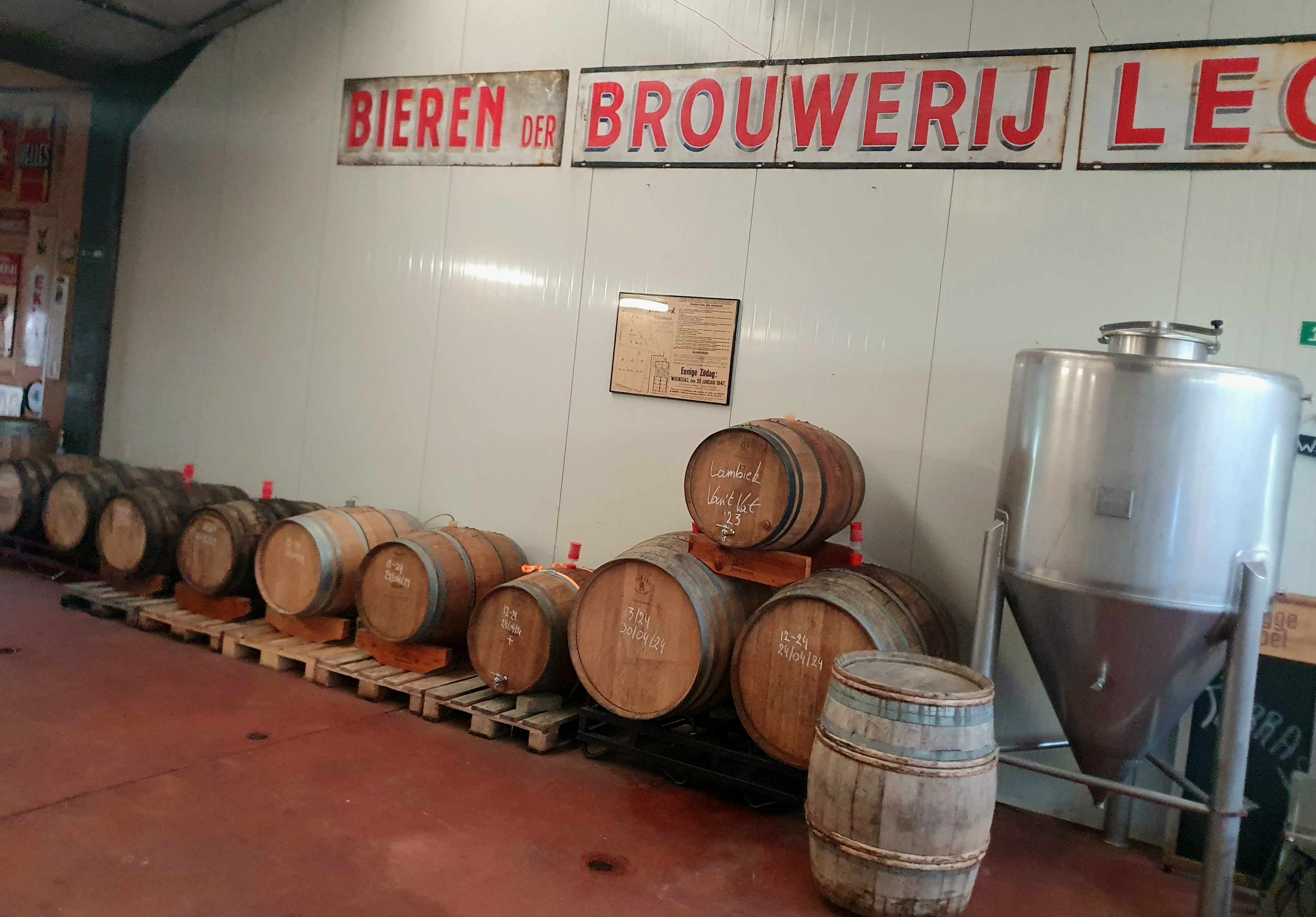
tonneaus lambics
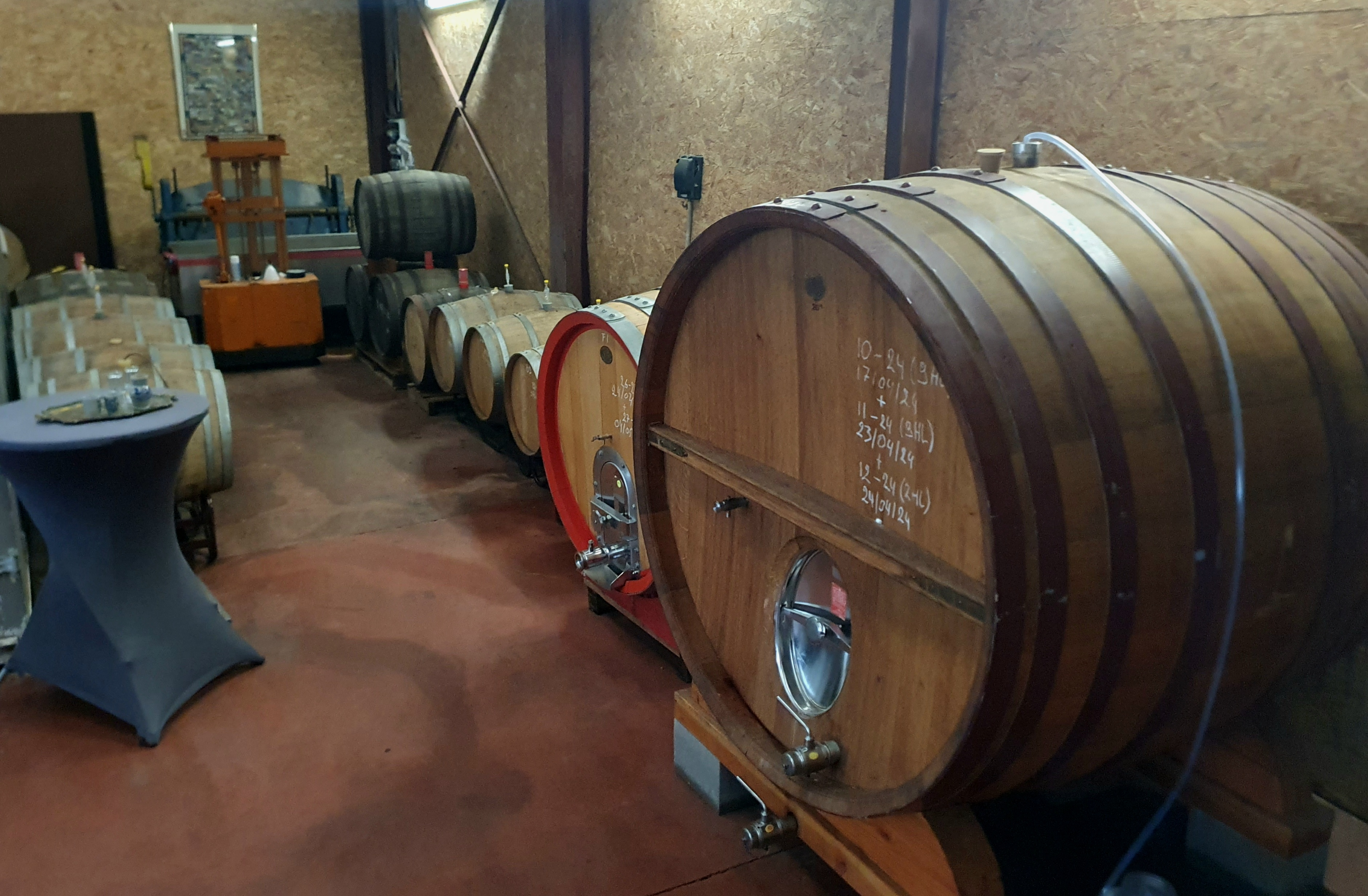
Foudre lambic
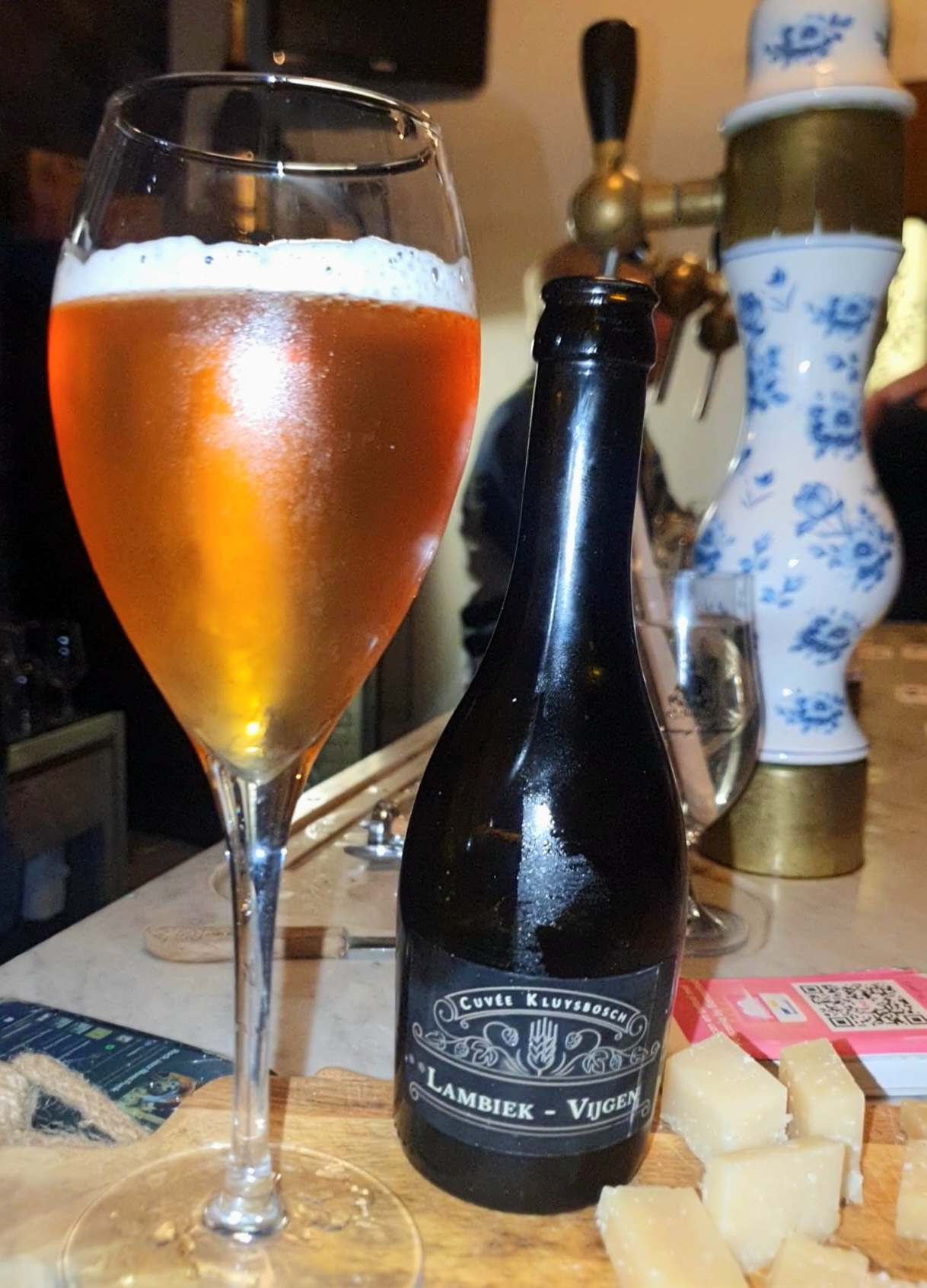
Cuvée Kluysbosch Lambiek-Vijgen